# Бейриш
Бейриш (порт. Beiriz) — район (фрегезия) в Португалии, входит в округ Порту. Является составной частью муниципалитета Повуа-де-Варзин. Находится в составе крупной городской агломерации Большой Порту. По старому административному делению входил в провинцию Дору-Литорал. Входит в экономико-статистический субрегион Большой Порту, который входит в Северный регион. Население составляет 3229 человек на 2001 год. Занимает площадь 4,31 км². На территории находятся два рыбопереробатывающих завода.
Покровителем района считается Святая Евлалия (порт. Santa Eulália).

## Фото

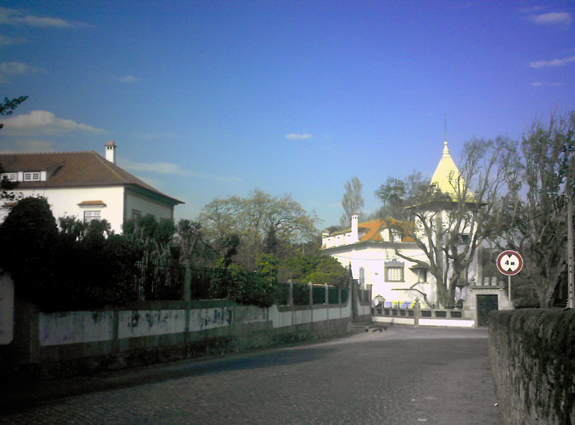
Вид
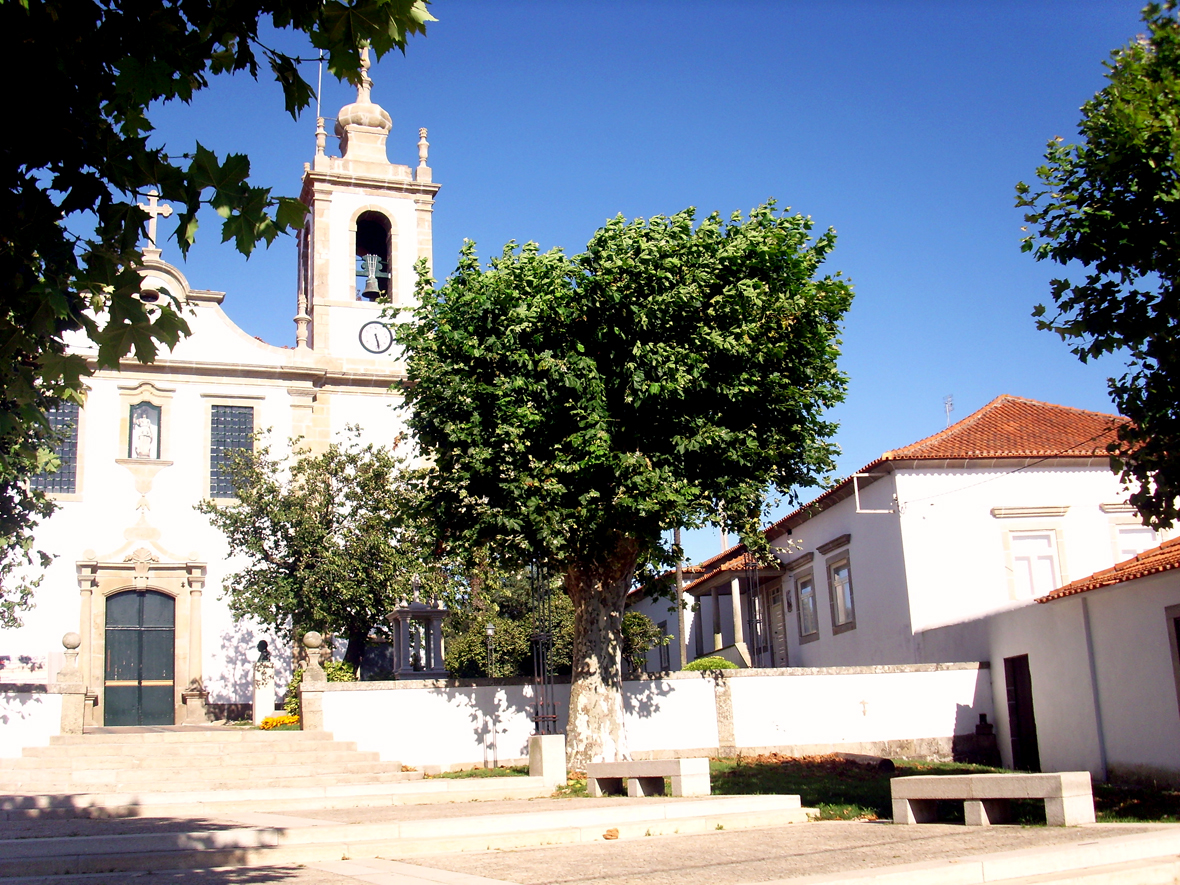